# Lista polskich rodów książęcych

Herb Rzeczypospolitej z okresu panowania dynastii Jagiellonów.

Mianem rodu książęcego określamy potomków niekoronowanego władcy państwa (np. wielkiego księcia) lub jego części (np. udzielnego księcia), potomków rodziny panującej lub członków rodu arystokratycznego, któremu tytuł został nadany .
Tytuł książęcy w Koronie Królestwa Polskiego, początkowo przysługiwał jedynie rodzinom panującym (sekcja: Potomkowie dynastii królewskich) lub był przywiązany do władców niezależnych, na tej podstawie właśnie używała go rodzina Gryfitów, która uzurpacyjnie zajęła Pomorze (sekcja: Potomkowie władców pomorskich). Z powodu tak silnego znaczenia tytułu książęcego, żadna z rodzin pochodzących rdzennie z Korony Królestwa Polskiego nie śmiała go przybierać. Dopiero rodzina Lubomirskich pozyskała go u cesarzy niemieckich, a w ich ślady poszli również Koniecpolscy, Jabłonowscy, Sułkowscy itd., choć już wcześniej wielkolitewskie rodziny szlacheckie przyjmowały zagraniczne nadania książęce, np. Radziwiłłowie (sekcja: Potomkowie książąt z nadania władców obcych). Oprócz tego, przed I rozbiorem Rzeczypospolitej sejm potwierdził lub nadał tytuły książęce kilku rodom wywodzącym się z szeregów polskiej i wielkolitewskiej szlachty, a także niektórym obcym rodzinom książęcym (sekcja: Potomkowie książąt z nadania władców polskich lub sejmu) . 
Po wygaśnięciu dynastii Jagiellonów, w czasach wolnych elekcji, tytuł książęcy był przypisywany potomkom ówcześnie wybranych przez szlachtę królów, np. potomkom Jana III Sobieskiego (sekcja: Potomkowie królów elekcyjnych).
W Wielkim Księstwie Litewskim, tytuł książęcy (kniaziowski) był bardzo rozlegle używany. Pochodzące stamtąd rodziny można podzielić na 4 kategorie:
- pochodzące od wielkich książąt litewskich (sekcja: Potomkowie wielkich książąt wielkolitewsko–ruskich),
- pochodzące od udzielnych książąt litewskich (sekcja: Potomkowie udzielnych książąt wielkolitewsko–ruskich),
- pochodzące od tatarów (sekcja: Potomkowie książąt tatarskich),
- niewiadomego pochodzenia (sekcja: Potomkowie książąt niewiadomego pochodzenia).

Na terenach Wielkiego Księstwa Litewskiego istniało także kilka rodów wywodzących się z Wielkiego Księstwa Moskiewskiego, których członkowie w pewnej części postanowili nie wracać do Moskwy (sekcja: Potomkowie książąt moskiewskich). 
Odrębną kategorię książąt stanowili władcy księstw lennych Rzeczypospolitej Obojga Narodów. Rzeczpospolita była w posiadaniu licznych terytoriów lennych, których pierwotni właściciele (książęta lub władcy) uznali jej zwierzchnictwo (sekcja: Lennicy polscy) . Było to też miejsce schronienia niektórych wołoskich rodów książęcych, a także rodzin irlandzkich o królewskich korzeniach. Niektóre obce rodziny książęce uległy dobrowolnemu spolonizowaniu (sekcja: Potomkowie innych królów).

## Potomkowie królów polskich

### Potomkowie dynastii królewskich
| Herb | Ród                     | Uznanie na podstawie | Status rodziny |
| ---- | ----------------------- | -------------------- | -------------- |
|      | Piastowie               | Władcy Polski        | wymarli w 1675 |
|      | Piastowie mazowieccy    | Władcy Polski        | wymarli w 1526 |
|      | Piastowie śląscy        | Władcy Polski        | wymarli w 1675 |
|      | Przemyślidzi            | Władcy Polski        | wymarli w 1521 |
|      | Andegawenowie węgierscy | Władcy Polski        |                |
|      | Jagiellonowie           | Władcy Polski        | wymarli w 1572 |

### Potomkowie władców pomorskich
| Herb | Ród          | Uznanie na podstawie | Status rodziny |
| ---- | ------------ | -------------------- | -------------- |
|      | Gryfici      | Władcy Pomorza       | wymarli w 1637 |
|      | Sobiesławice | Władcy Pomorza       | wymarli w 1294 |

### Potomkowie królów elekcyjnych
| Herb | Ród          | Uznanie na podstawie | Status rodziny     |
| ---- | ------------ | -------------------- | ------------------ |
|      | Batorowie    | Władca Polski        | wymarli w 1634     |
|      | Leszczyńscy  | Władca Polski        | żyją               |
|      | Poniatowscy  | Władca Polski        | żyją               |
|      | Sobiescy     | Władca Polski        | wymarli w 1865     |
|      | Walezjusze   | Władca Polski        | wymarli w 1589     |
|      | Wazowie      | Władcy Polski        | wymarli w 1672     |
|      | Wettynowie   | Władcy Polski        | żyją               |
|      | Wiśniowieccy | Władca Polski        | wymarli w XVIII w. |

## Potomkowie innych królów

### Potomkowie wołoskich dynastii hospodarskich
| Herb | Ród            | Uznanie na podstawie                   | Status rodziny  |
| ---- | -------------- | -------------------------------------- | --------------- |
|      | Kantakuzeni    | Wywód od hospodara Șerbana Kantakuzena | brak informacji |
|      | Mohyłowie      | Wywód od hospodara Hieremiego Mohyły   | wymarli w 1661  |
|      | Petryczajkowie | Wywód od hospodara Stefana Petryczajka | wymarli w 1690  |

### Potomkowie irlandzkich dynastii królewskich
| Herb | Ród         | Uznanie na podstawie               | Status rodziny |
| ---- | ----------- | ---------------------------------- | -------------- |
|      | d’Obyrnowie | Wywód od króla Brana mac Máelmórda | żyją           |

### Potomkowie austriackich dynastii cesarskich
| Herb | Ród                                                 | Uznanie na podstawie                        | Status rodziny |
| ---- | --------------------------------------------------- | ------------------------------------------- | -------------- |
|      | Habsburgowie-Lotaryńscy (linia cieszyńsko-żywiecka) | Wywód od cesarza Franciszka I Lotaryńskiego | żyją           |

## Potomkowie wielkich książąt wielkolitewsko–ruskich

### Giedyminowicze

#### Rodziny polskie
| Herb | Ród                   | Uznanie na podstawie                | Status rodziny      |
| ---- | --------------------- | ----------------------------------- | ------------------- |
|      | Jagiellonowie         | Szczep Olgierda Giedyminowicza      | wymarli w 1572      |
|      | Bełzcy                | Szczep Narymunta                    | wymarli w 1399      |
|      | Bielscy               | Szczep Iwana Włodzimierzowicza      | wymarli w 1612 roku |
|      | Bujniccy              | Szczep Jerzego Tołoczki             | wymarli w 1506 roku |
|      | Buremscy              | Szczep Michała Konstantynowicza     | wymarli w 1610      |
|      | Czartoryscy           | Szczep Konstantego Koriatowicza     | żyją                |
|      | Hurkowicze            | Szczep Fedora Olgerdowicza          | wymarli w XV/XVI w. |
|      | Jewnutowicze          | Szczep Jawnuty                      | wymarli w XVII w.   |
|      | Kiejstutowicze        | Szczep Kiejstuta                    | wymarli w 1452      |
|      | Kobryńscy             | Szczep Fedora Olgerdowicza          | wymarli w XV w.     |
|      | Kopylscy              | Szczep Aleksandra Włodzimierzowicza | wymarli w 1619      |
|      | Koreccy               | Szczep Aleksandra Patrykiejewicza   | wymarli w 1651      |
|      | Korybutowicze         | Szczep Korybuta                     | wymarli w XV w.     |
|      | Koriatowicze          | Szczep Koriata                      | wymarli w XV w.     |
|      | Kurcewicze            | Szczep Michała Konstantynowicza     | wymarli w 1960      |
|      | Lingwenowiczowie      | Szczep Szymona Olgierdowicza        | wymarli w XV w.     |
|      | Narymuntowicze        | Szczep Narymunta                    | żyją                |
|      | Olelkowicze           | Szczep Olelka Włodzimierzowicza     | wymarli w 1592      |
|      | Olgierdowicze         | Szczep Olgierda                     | żyją                |
|      | Pińscy                | Szczep Michała Narymuntowicza       | wymarli w 1960      |
|      | Połubińscy            | Szczep Andrzeja Olgierdowicza       | brak informacji     |
|      | Sanguszkowie          | Szczep Fedora Olgerdowicza          | żyją                |
|      | Stepańscy             | Szczep Iwana Jewnuty Giedyminowicza | wymarli w XV w.     |
|      | Zasławscy-Mścisławscy | Szczep Michała Jewnutowicza         | wymarli w XVII w.   |

#### Rodziny zrusyfikowane
| Herb | Ród          | Uznanie na podstawie          | Status rodziny    |
| ---- | ------------ | ----------------------------- | ----------------- |
|      | Bułhakowowie | Szczep Narymunta              | wymarli w 1554    |
|      | Chowańscy    | Szczep Narymunta              | żyją              |
|      | Daszkowie    | Szczep Korybuta               | wymarli w 1807    |
|      | Golicynowie  | Szczep Patryka Narymuntowicza | żyją              |
|      | Kurakinowie  | Szczep Patryka Narymuntowicza | żyją              |
|      | Wolscy       | Szczep Patryka Narymuntowicza | wymarli w XVII w. |
|      | Trubeccy     | Szczep Dymitra Olgierdowicza  | żyją              |

### Rurykowicze

#### Rodziny polskie
| Herb | Ród                 | Uznanie na podstawie                       | Status rodziny     |
| ---- | ------------------- | ------------------------------------------ | ------------------ |
|      | Bachrynowscy        | Szczep Michała Druckiego                   | wymarli w XVIII w. |
|      | Bielewscy           | Szczep Romana Semenowicza                  | wymarli w XVI w.   |
|      | Czetwertyńscy       | Szczep Światopełka I                       | żyją               |
|      | Druccy              | Szczep Michała Druckiego                   | wymarli w XVI w.   |
|      | Druccy-Babiczowie   | Szczep Iwana Semenowicza Druckiego         | wymarli w XV w.    |
|      | Druccy-Horscy       | Szczep Michała Druckiego                   | wymarli w XVIII w. |
|      | Druccy-Konopla      | Szczep Iwana Semenowicza Druckiego         | wymarli w 1552     |
|      | Druccy-Krasnowie    | Szczep Michała Druckiego                   | wymarli w XVI w.   |
|      | Druccy-Lubeccy      | Szczep Michała Druckiego                   | żyją               |
|      | Druccy-Oziereccy    | Szczep Michała Druckiego                   | wymarli w 1607     |
|      | Druccy-Pryhabscy    | Szczep Iwana Semenowicza Druckiego         | wymarli w XVI w.   |
|      | Druccy-Siekirowie   | Szczep Michała Druckiego                   | wymarli w XV w.    |
|      | Druccy-Sokolińscy   | Szczep Iwana Semenowicza Druckiego         | wymarli w XVIII w. |
|      | Druccy-Tołoczyńscy  | Szczep Michała Druckiego                   | wymarli w 1546     |
|      | Hłazynowie          | Szczep Hłazyny                             | żyją               |
|      | Hołownia-Ostrożeccy | Szczep Iwana Dymitrowicza Hołowni.         | wymarli w XVI w.   |
|      | Kromscy             | Szczep Iwana Kromskiego                    | wymarli w XVI w.   |
|      | Massalscy           | Szczep Świtosława Titowicza Karczewskiego  | żyją               |
|      | Możajscy            | Szczep Andrzeja Dymitrowicza Możajskiego   | wymarli w 1519     |
|      | Nieświccy           | Szczep niepewny                            | żyją               |
|      | Ogińscy             | Szczep Dymitra Iwanowicza Hłuszonoka       | wymarli w 1909     |
|      | Osowiccy            | Szczep Michała Romanowicza                 | wymarli w XVI w.   |
|      | Ostrogscy           | Szczep Daniela Ostrogskiego                | wymarli w XVII w.  |
|      | Podhorscy           | Szczep Hrehorego Fedorowicza               | żyją               |
|      | Poryccy             | Szczep Aleksandra Fedorowicza Zbarażskiego | wymarli w XVII w.  |
|      | Prońscy             | Szczep Iwana Władimirowicza Prońskiego     | wymarli w XVII w.  |
|      | Puzynowie           | Szczep Iwana Iwanowicza Puzyny Hłuszonoka  | żyją               |
|      | Rużyńscy            | Szczep Iwana Rużyńskiego                   | wymarli w XVII w.  |
|      | Seńscy              | Szczep Hrihorego Seńskiego                 | wymarli XVI w.     |
|      | Smoleńscy           | Szczep Światosława Iwanowicza              | wymarli w XV w.    |
|      | Sokolscy            | Szczep Michała Sokolskiego                 | wymarli w XVII w.  |
|      | Sołomereccy         | Szczep Wasila Sołomereckiego               | wymarli w XVII w.  |
|      | Weliccy             | Szczep Hrihorego Kożanowicza               | brak informacji    |
|      | Wiśniowieccy        | Szczep Michała Wasilewicza Wisznieweckiego | wymarli w XVIII w. |
|      | Woronieccy          | Szczep Fedora Wasilewicza Zbarażskiego     | żyją               |
|      | Zasławscy           | Szczep Jurija Ostrowskiego                 | wymarli w XVIII w. |
|      | Zbarascy            | Szczep Wasila Nieświckiego                 | wymarli w 1631     |
|      | Zwiaholscy          | Szczep Borysa Zwiaholskiego                | wymarli w XV w.    |
|      | Żylińscy            | Szczep Fedora Żylińskiego                  | wymarli w XVII w.  |
|      | Żyżemscy            | Szczep Hleba Swiatostawowicza              | wymarli w XVII w.  |

#### Rodziny zrusyfikowane
| Herb | Ród            | Uznanie na podstawie                       | Status rodziny     |
| ---- | -------------- | ------------------------------------------ | ------------------ |
|      | Chotetowscy    | Szczep Mścisława Michałowicza              | wymarli w XVIII w. |
|      | Czerteńscy     | Szczep Andrzeja Czerteńskiego              | brak informacji    |
|      | Dołgorukowowie | Szczep Iwana Andrzejewicza Oboleńskiego    | żyją               |
|      | Korkodynowie   | Szczep Hleba Światosławowicza Smoleńskiego | wymarli w XVII w.  |
|      | Kozłowscy      | Szczep Wasila Fedorowicza                  | brak informacji    |
|      | Mezeccy        | Szczep Wszewołda Szutichy                  | wymarli w XVII w.  |
|      | Odojewscy      | Szczep Romana Semenowicza                  | wymarli w 1869     |
|      | Porochowscy    | Szczep Iwana Światosławicza Smoleńskiego   | brak informacji    |
|      | Worotyńscy     | Szczep Lwa Romanowicza                     | wymarli w XVII w.  |

## Potomkowie udzielnych książąt wielkolitewsko–ruskich

### Holszańscy
| Herb | Ród        | Uznanie na podstawie | Status rodziny  |
| ---- | ---------- | -------------------- | --------------- |
|      | Holszańscy | Wywód od Olgimonta   | wymarli w 1556  |
|      | Trabscy    | Gałąź Holszańskich   | XV w.           |
|      | Wiazemscy  | Gałąź Holszańskich   | brak informacji |

### Giedrojciowie
| Herb | Ród           | Uznanie na podstawie               | Status rodziny  |
| ---- | ------------- | ---------------------------------- | --------------- |
|      | Giedrojciowie | Wywód od Aleksandra Giedroitskiego | żyją            |
|      | Jurahowie     | Szczep Jurahy Jeżego               | żyją            |
|      | Kulwiecowie   | Wywód od Bubejty                   | brak informacji |
|      | Mickowicze    | Szczep Micka                       | żyją            |
|      | Matusewicze   | Gałąź Giedrojciów                  | brak informacji |

### Świrscy
| Herb | Ród          | Uznanie na podstawie      | Status rodziny |
| ---- | ------------ | ------------------------- | -------------- |
|      | Świrscy      | Szczep Iwaszki Świrskiego | XX w.          |
|      | Pietkiewicze | Gałąź Świrskich           | XX w.          |

### Pozostałe rodziny
| Herb | Ród                     | Uznanie na podstawie               | Status rodziny   |
| ---- | ----------------------- | ---------------------------------- | ---------------- |
|      | Borowscy–wielkolitewscy | Wywód kniaziowski                  | brak informacji  |
|      | Domontowie              | Szczep Wasyla Domonta Rjatowa      | wymarli w XVI w. |
|      | Jamontowicze            | Szczep Wasyla Jamanta Tułuntowicza | wymarli w 1540   |

## Potomkowie książąt moskiewskich

### Oboleńscy
| Herb | Ród       | Uznanie na podstawie            | Status rodziny |
| ---- | --------- | ------------------------------- | -------------- |
|      | Oboleńscy | Wywód od Konstantego Jurjewicza | żyją           |
|      | Łykowie   | Szczep Iwana Iwanowicza Łykowa  | wymarli w 1701 |

### Twerscy
| Herb | Ród         | Uznanie na podstawie            | Status rodziny     |
| ---- | ----------- | ------------------------------- | ------------------ |
|      | Twerscy     | Szczep Jarosława Jarosławowicza | wymarli w XVI w.   |
|      | Teliatewscy | Gałąź Twerskich                 | wymarli w XVIII w. |

### Pozostałe rodziny
| Herb | Ród                 | Uznanie na podstawie              | Status rodziny    |
| ---- | ------------------- | --------------------------------- | ----------------- |
|      | Boratyńscy          | Szczep Andrzeja Wszewołdowicza    | brak informacji   |
|      | Borowscy–moskiewscy | Wywód kniaziowski                 | wymarli w 1521    |
|      | Hołowczyńscy        | Wywód od Matwieja Mikitynicza     | wymarli w XVII w. |
|      | Jarosławicze        | Szczep Wasila Jarosławicza        | wymarli w 1521    |
|      | Kurbscy             | Szczep Semena Jarosławskiego      | wymarli w XVII w. |
|      | Riazańscy           | Szczep Jarosława Światosławowicza | wymarli w 1534    |
|      | Selechowscy         | Szczep Wasila Iwanowicza          | wymarli w XVII w. |
|      | Szemiaczyczowie     | Szczep Dymitra Jurjewicza         | wymarli 1561      |

## Potomkowie książąt tatarskich

### Glińscy
| Herb | Ród             | Uznanie na podstawie    | Status rodziny   |
| ---- | --------------- | ----------------------- | ---------------- |
|      | Glińscy         | Szczep Leksy lub Mamaja | wymarli w XVI w. |
|      | Lichodziejewscy | Gałąź Glińskich         | brak informacji  |

### Pozostałe rodziny
| Herb | Ród              | Uznanie na podstawie                      | Status rodziny    |
| ---- | ---------------- | ----------------------------------------- | ----------------- |
|      | Berdiabiakowicze | Wywód od kniaziów tatarskich              | brak informacji   |
|      | Bierbaszowie     | Wywód od kniaziów tatarskich              | brak informacji   |
|      | Ingildiejewowie  | Szczep Jana Gołda                         | brak informacji   |
|      | Jachtowie        | Wywód od kniaziów tatarskich              | brak informacji   |
|      | Kadyszewicze     | Szczep Kadysza                            | wymarli w XVI w.  |
|      | Kryczyńscy       | Szczep Najman-bega                        | wymarli w 1940    |
|      | Meszczerynowie   | Szczep Meszczergereja                     | brak informacji   |
|      | Petyhorscy       | Szczep Hawryła Czerkaskiego Petyhorskiego | brak informacji   |
|      | Piotrowscy       | Szczep Najman-bega                        | wymarli w XVII w. |
|      | Ułanowie         | Szczep Ułana                              | wymarli XVI w.    |

## Potomkowie książąt niewiadomego pochodzenia
| Herb | Ród          | Uznanie na podstawie                       | Status rodziny    |
| ---- | ------------ | ------------------------------------------ | ----------------- |
|      | Bachtowie    | Wywód od Daniły Wasilewicza Jarosławskiego | brak informacji   |
|      | Bułharynowie |                                            | wymarli w 1913    |
|      | Dolscy       | Wywód od kniaziów Pińsko-Turowskich        | wymarli w 1647    |
|      | Kapustowie   | Wywód od Iwana Kapusty                     | wymarli w 1571    |
|      | Kozekowie    | Wywód od Fedora Kozeki                     | brak informacji   |
|      | Kroszyńscy   | Wywód od Iwana Romanowicza                 | wymarli w XVII w. |
|      | Łukomscy     | Wywód kniaziowski                          | wymarli w 1867    |
|      | Odyncewicze  | Wywód od Iwana Odyńca                      | wymarli w XVI w.  |
|      | Rużyńscy     | Wywód od kniaziów wołyńskich               | wymarli w XVII w. |
|      | Sołtykowie   |                                            | wymarli w 1900    |
|      | Szujscy      | Wywód od udzielnych książąt suzdalskich    | żyją              |

## Potomkowie książąt z nadania władców obcych
| Herb | Ród           | Uznanie na podstawie        | Status rodziny     |
| ---- | ------------- | --------------------------- | ------------------ |
|      | Bokumowie     | Nadanie w Prusach           | wymarli w XVIII w. |
|      | Walewscy      | Nadanie we Francji          | żyją               |
|      | Denhoffowie   | Nadanie w Prusach           | wymarli w 1920     |
|      | Grudzińscy    | Nadanie w zaborze rosyjskim | wymarli w XX w.    |
|      | Jabłonowscy   | Nadanie w SIR               | żyją               |
|      | Jełowiccy     | Nadanie w Rosji             | żyją               |
|      | Koniecpolscy  | Nadanie w Prusach           | wymarli w 1719     |
|      | Krasińscy     | Nadanie w Prusach           | żyją               |
|      | Lichnowscy    | Nadanie w Prusach           | żyją               |
|      | Lubomirscy    | Nadanie w SIR               | żyją               |
|      | Mazepowie     | Nadanie w SIR               | wymarli w 1709     |
|      | Mościccy      | Nadanie w Afganistanie      | brak informacji    |
|      | Ossolińscy    | Nadanie w SIR               | wymarli w 1985     |
|      | Piłsudscy     | Nadanie w Afganistanie      | żyją               |
|      | Radolińscy    | Nadanie w Prusach           | żyją               |
|      | Radziwiłłowie | Nadanie w SIR               | żyją               |
|      | Sapiehowie    | Nadanie w SIR               | żyją               |
|      | Sułkowscy     | Nadanie w Czechach          | żyją               |
|      | Zajączkowie   | Nadanie w zaborze rosyjskim | wymarli w 1917     |

## Potomkowie książąt z nadania władców polskich lub sejmu
| Herb | Ród                       | Uznanie na podstawie      | Status rodziny |
| ---- | ------------------------- | ------------------------- | -------------- |
|      | Anhalt-Köthen             | Indygenat z 1785          | żyją           |
|      | Biełosielscy-Biełozierscy | Indygenat z 1780          | żyją           |
|      | Czerniszewowie            | Indygenat z 1775          |                |
|      | Daszkowie                 | Indygenat z 1776          | wymarli w 1807 |
|      | Ligne                     | Indygenat z 1780          |                |
|      | Lobkowicowie              | Indygenat z 1825          |                |
|      | Nassau-Siegenowie         | Indygenat z 1790          |                |
|      | Ostenowie                 | Indygenat z 1786          |                |
|      | Paszkiewiczowie           | Indygenat z 1831          |                |
|      | Poniatowscy               | Nadanie z 1754            | żyją           |
|      | Ponińscy                  | Nadanie z 1773            | żyją           |
|      | Potemkinowie              | Indygenat z 1775          |                |
|      | Rakoczowie                | Indygenat z 1654 lub 1655 | wymarli w 1756 |

## Lennicy polscy
| Herb | Ród              | Uznanie na podstawie        | Status rodziny  |
| ---- | ---------------- | --------------------------- | --------------- |
|      | Bironowie        | Lenno Kurlandii i Semigalii | żyją            |
|      | Borkowscy        | Lenno Żmudzi                | wymarli w XX w. |
|      | Gryfici          | Lenno lęborsko-bytowskie    | wymarli w 1637  |
|      | Hohenzollernowie | Lenno lęborsko-bytowskie    | żyją            |
|      | Kettlerowie      | Lenno Kurlandii i Semigalii | wymarli w 1737  |
|      | Muszatowicze     | Lenno Mołdawii              | wymarli w 1668  |
|      | Wettynowie       | Lenno Kurlandii i Semigalii | żyją            |

## Czasopisma
- Marceli Sachs. Głos Polski: dziennik polityczny, społeczny i literacki. „Głos Polski”. 120, 1928-05-01. Łódź.